# José María de Urquinaona y Vidot
José María de Urquinaona y Bidot (of Vidot) (Cádiz, 1814 - 1883) was een bisschop van Barcelona. Hij werd voorgesteld op de Eerste Vaticaans Concilie als secretaris van de bisschoppen van Spanje. In 1878 werd hij bisschop van Barcelona. De Plaça Urquinaona is naar hem vernoemd.